# 和碩特南左翼後旗
和碩特南左翼後旗是青海蒙古的一旗。顧實汗之裔。康熙五十年封輔國公。雍正三年授札薩克，世襲。佐領一。牧地在大通河南岸，青海正北。東至吉噶素台鄂蘭布拉克，南至和洛海，西至布都克圖烏蘭和碩，北至青海。

## 沿革[2]
札薩克輔國公游牧。顧實汗長子達延鄂齊爾汗之次子多爾濟，子垂庫爾。生子五，長噶爾丹達什。康熙三十六年(1697年)，從達什巴圖爾內附。五十年(1711年)，封輔國公。雍正元年(1723年)，晉鎮國公。三年(1725年)，授札薩克，子丹津納木札勒、索納木巴勒濟相繼襲，卒．皆無嗣。乾隆十三年(1748年)，詔以索諾木袞布次子索諾木多爾濟襲，降授輔國公，承噶爾丹達什祀。四十七年(1782年)，詔世襲罔替。牧地東至吉噶素台鄂蘭布拉克，南至和洛海，西至布都克圖烏蘭和碩，北至青海。有佐領一。

## 歷任札薩克[3][4]
| 世代   | 姓名         | 襲爵年份 | 註釋                                                                                                  |
| ------ | ------------ | -------- | --- |
| 初 封  | 噶爾丹達什   |          | 和碩特族，親王察罕丹津從弟。 康熙五十年，封輔國公。雍正元年，晉鎮國公。三年，授扎薩克。乾隆四年，卒。 |
| 一次襲 | 丹津納木札勒 |          | 噶勒丹達什次子。乾隆四年，襲扎薩克鎮國公。十三年，卒。                                                |
| 二次襲 | 索納木巴勒濟 |          | 噶勒丹達什第三子。乾隆十三年，襲扎薩克鎮國公。尋卒                                                    |
| 三次襲 | 索諾木多爾濟 |          | 索諾木巴勒濟從子。乾隆十三年，降襲扎薩克輔國公。四十七年，詔 世襲罔替。五十四年，卒。                 |
| 四次襲 | 喇特納錫第   |          | 索諾木多爾濟之弟。乾隆五十四年， 襲扎薩克輔國公。道光三年，卒。                                       |
| 五次襲 | 察哈巴克     |          | 喇特納錫第子。道光三年，襲。                                                                          |
| 六次襲 | 羅布桑端多布 |          | 察哈巴克子。同治七年，襲。                                                                            |
| 七次襲 | 耀布塔爾     |          | 光緒三十二年 六月，襲。民國十年病故。                                                                 |
| 八次襲 | 更登         |          | |